# Arriva

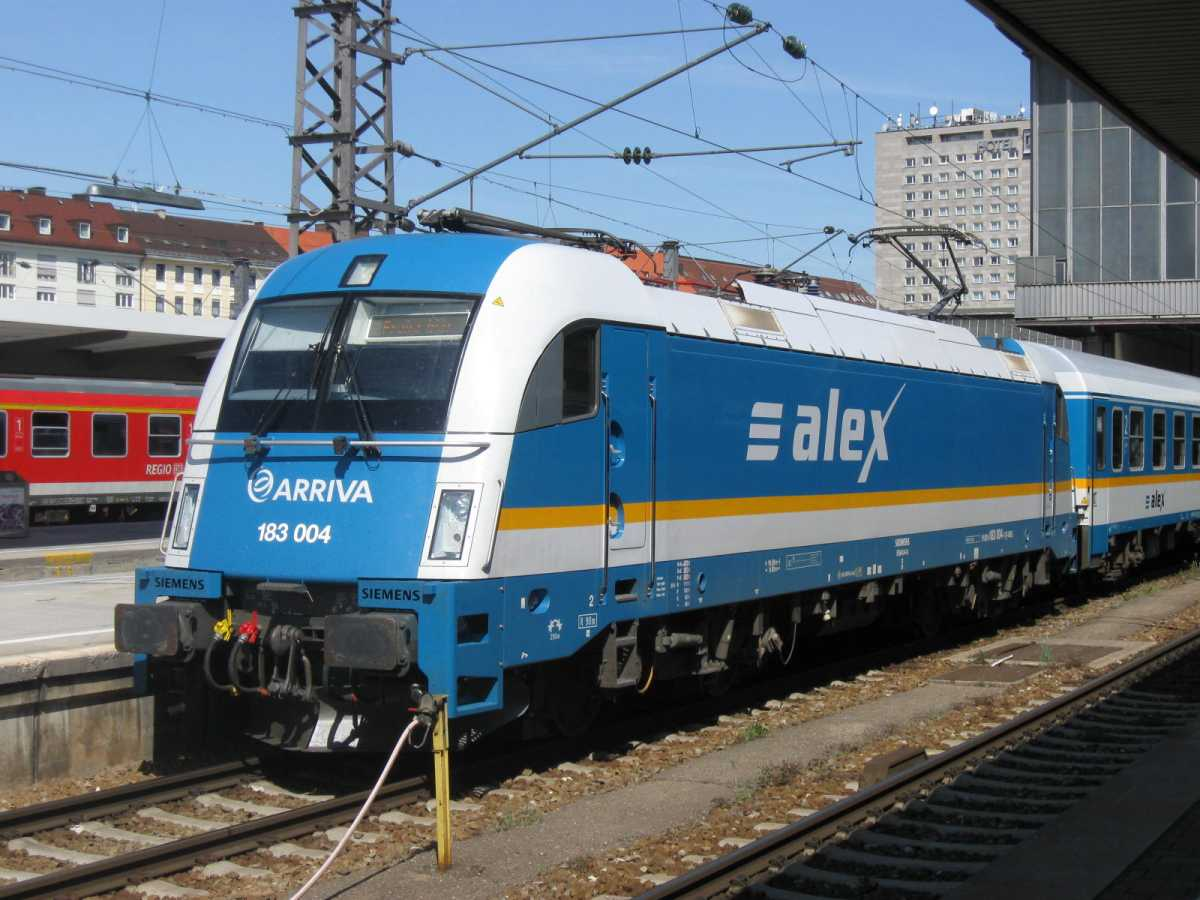
ALEX vonat Németországban, München Hauptbahnhofon

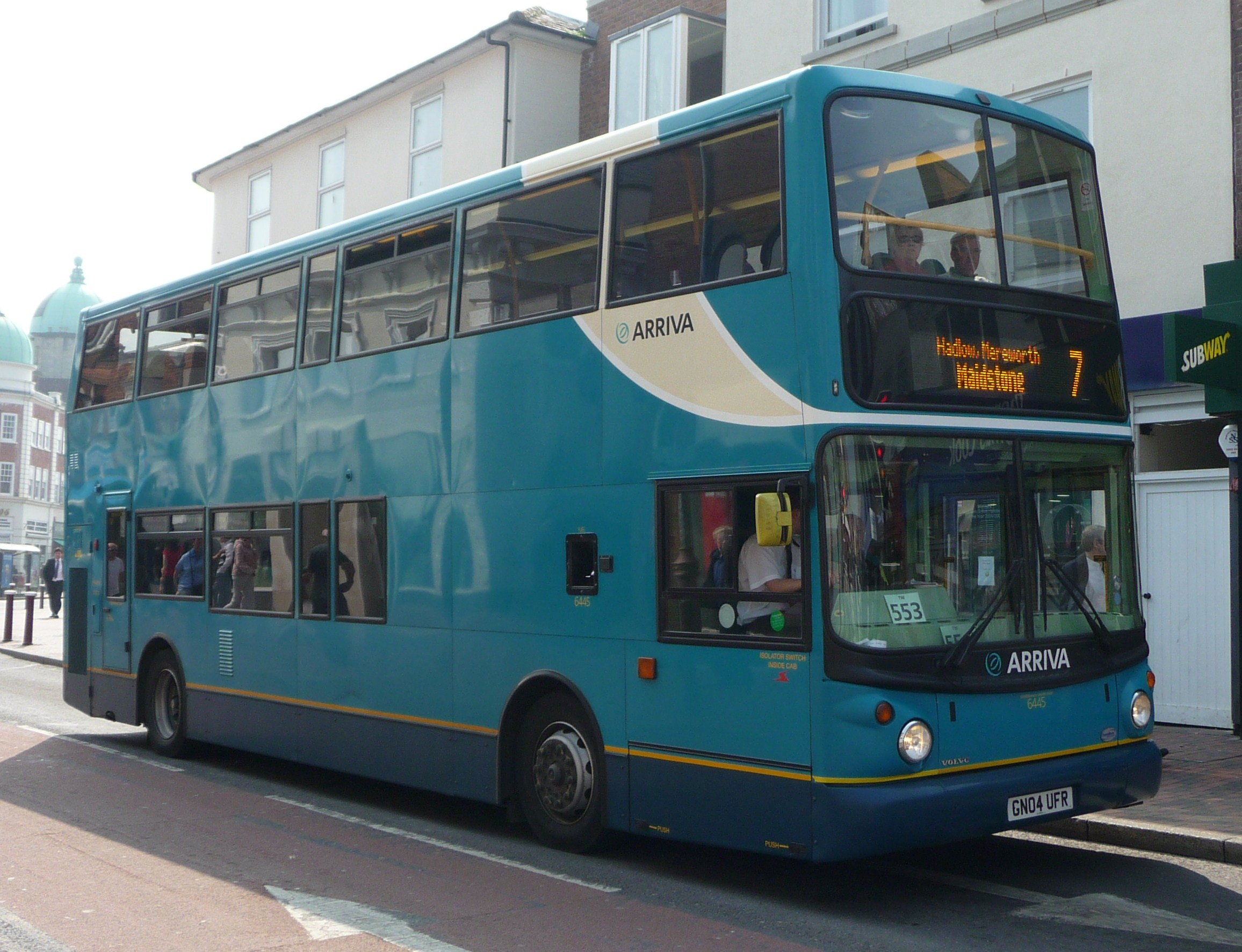
Arriva busz Londonban

Az Arriva angliai cég, amely közúti és vasúti személyszállítással foglalkozik több országban. Székhelye az angliai Sunderlandban található. Számos leányvállalatból áll, járatokat üzemeltet Angliában, Hollandiában, Svédországban, Dániában, Olaszországban, Spanyolországban, Portugáliában,  Csehországban, Lengyelországban, Szlovákiában és Magyarországon.

## Dánia
Az Arriva végezheti tovább nyugat Dániában a regionális személyszállítást legalább 2018. évig, mivel elnyerte a második nyolc évre szóló szerződést közép- és nyugat Dánia hálózatára. A Dán Tömegközlekedési Hatóság, március 12-én kijelentette, hogy az Arriva legyőzte a DB leányvállalatát a DB Regiót, valamint a Dán Államvasutak és a First Group által létrehozott közös vállalatot is, és elnyerte a szerződést, amely 2010-2018 évekre vonatkozik, további két évre szóló opcióval.
A szerződés szerint, az Arriva 19 vonat felújítását végzi el, és beszerez további 11 db Alstom LHB Coradia LINT típusú dízel motorvonatot. A vonatokon Wi-Fi internetet vezet be, és utastájékoztató rendszert biztosít az állomásokon. Az Arrivának kb. 3 millió dollárt kell megtakarítania, amelyet egy infrastruktúra alapítványnál kell elhelyeznie.
Arriva volt az első magán társaság, amely Dániába a személyszállításban részt vehetett, mikor átvette 2003. évben a DSB-től Jutlandban a regionális személyszállítás üzemeltetését.

## Németország
Miután 2010-ben a Deutsche Bahn felvásárolta az Arrivát, az Európai Bizottság németországi érdekeltségeinek eladására kötelezte a versenyszabályok alapján. Az Arriva Deutschland így a Ferrovie dello Stato érdekeltségébe került, és 2011-től Netinera néven működik.